# جوری تاکایاما
جوری تاکایاما (انگلیسی: Juri Takayama؛ زادهٔ ۲۱ اکتبر ۱۹۷۶) بازیکن سافت‌بال اهل ژاپن است.